# Octopus maya
El pulpo rojo (Octopus maya) pertenece al grupo de los octópodos (Octópoda, del griego, octó, ocho y podós, "pies"), son un orden de moluscos cefalópodos conocidos comúnmente como pulpos. Carecen de concha y poseen ocho brazos. Son animales marinos y carnívoros. Octopus maya es nombrado también como “pulpo de cuatro ojos”, “pulpo maya”. Es endémico de las costas de Campeche y Yucatán en México. Esta especie sustenta la mayor pesquería de cefalópodos en el continente americano.

## Clasificación y descripción
O. maya pertenece a la clase Cephalopoda de moluscos; orden de los octópodos. Este orden carece de concha y presenta ocho brazos. O. maya es de tamaño mediano y presenta dos hileras de ventosas, las cuales están intercaladas a lo largo del brazo. También tiene unos puntos característicos debajo del ojo que le dan el nombre común de “pulpo de cuatro ojos”.

## Distribución
Es endémica de la plataforma continental yucateca. Ocupa los estados de Campeche y Yucatán|.

## Conservación
El pulpo maya es sensible a temperaturas superiores a 27 grados celsius. Con el aumento de las temperaturas sufre una disminución de su forma física y de sus capacidades reproductivas. Así pues, el aumento de las temperaturas oceánicas supone una grave amenaza para esta especie. La pesca continuada de este pulpo junto con la disminución de sus poblaciones podría agravarse rápidamente a medida que los procesos de cambio climático provoquen un aumento continuado de las temperaturas oceánicas.

## Taxonomía
La especie fue descrita por primera vez en 1966 por el biólogo mexicano, y en ese entonces investigador del Instituto Nacional de Pesca, Manuel Solís Ramírez.